# Mirosław Gojdź

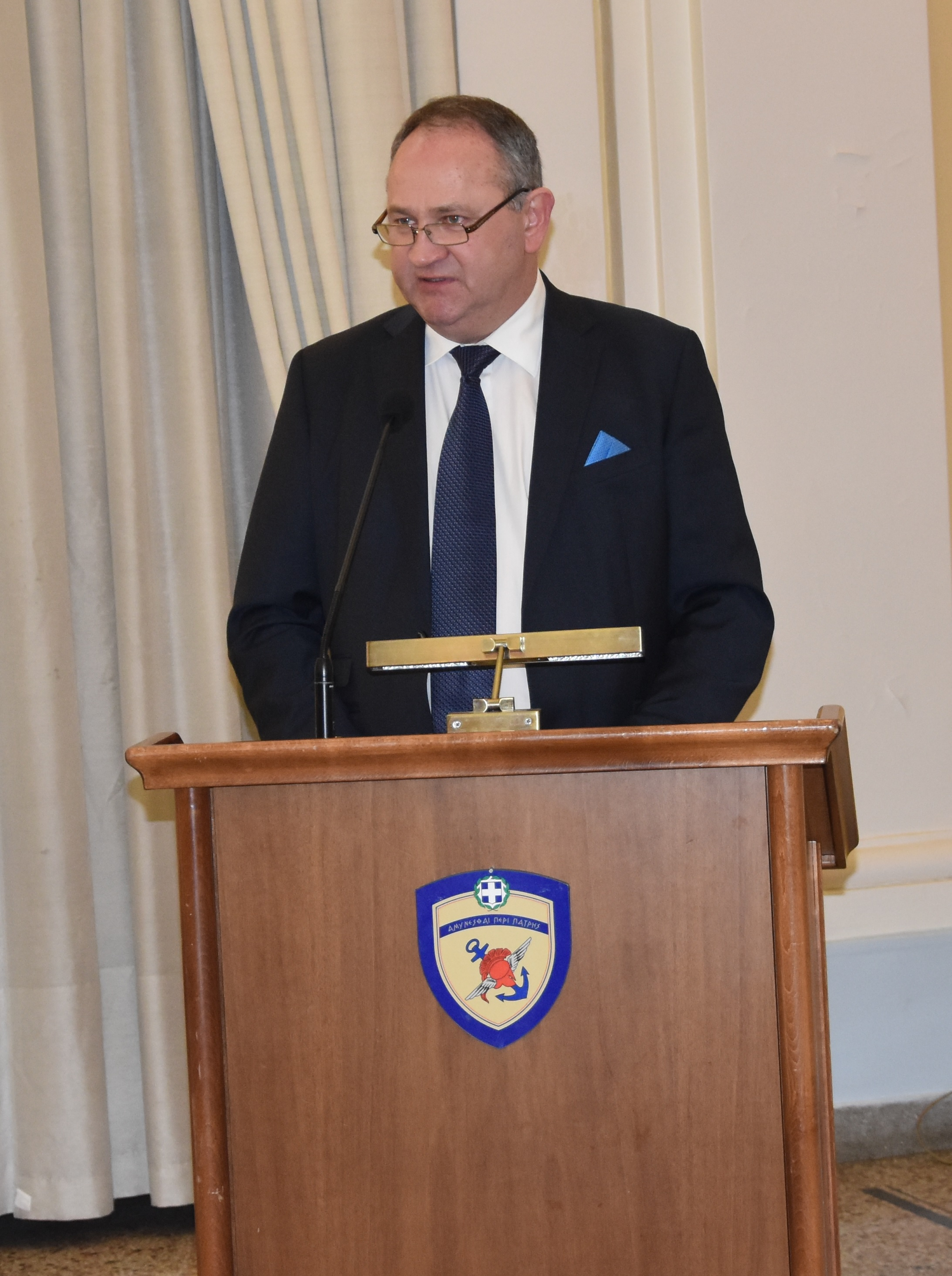
Mirosław Gojdź (2018)

Mirosław Gojdź (ur. 10 lutego 1962 w Lubawce) – polski polityk, samorządowiec i dyplomata, wiceprezydent Lubina (1994–1998), ambasador RP w Kenii (od 2023).

## Życiorys
Ukończył filologię angielską w Wyższej Szkole Języków Obcych i Ekonomii w Częstochowie (1997), politologię na Uniwersytecie Opolskim (1999) oraz studia podyplomowe: prawo i gospodarka Unii Europejskiej na Uniwersytecie Wrocławskim (1998), zarządzanie w hotelarstwie i turystyce w Wyższej Szkole Gospodarki w Bydgoszczy (2007).
W latach 1981–1989 był działaczem konspiracyjnych struktur NSZZ „Solidarność” w Zagłębiu Miedziowym, „Solidarności Walczącej” i Konfederacji Polski Niepodległej. Po wprowadzeniu stanu wojennego w 1981 był zatrzymywany i represjonowany za działalność w konspiracji. Przewodniczący Biura Informacyjnego NSZZ „Solidarność” w Atenach. W kadencji 1994–1998 był radnym Rady Miejskiej Lubina, a w kadencjach 1998–2002, 2002–2006, 2006–2010 radnym Rady Powiatu Lubińskiego. Od 1994 do 1998 był wiceprezydentem Lubina, w latach 2002–2003 wicestarostą lubińskim, a od 2007 do 2010 zastępcą Starosty Lubińskiego. 
W latach 2012–2018 był Pierwszym Sekretarzem i następnie Radcą Ambasady RP w Atenach. Od 2019 był Pierwszym Radcą Ambasady RP w Nikozji. Od 2022 był Radcą-Ministrem Ambasady RP w Nikozji akredytowanym na Malcie i w Grecji. 21 marca 2023 został mianowany Ambasadorem Nadzwyczajnym i Pełnomocnym RP w Kenii RP w Kenii, mianowanym dodatkowo Ambasadorem Nadzwyczajnym i Pełnomocnym RP na Mauritiusie, Seszelach, Madagaskarze, w Ugandzie i Somalii, a także Stałym Przedstawicielem RP przy programie Organizacji Narodów Zjednoczonych do spraw Środowiska (UNEP) i Programie Organizacji Narodów Zjednoczonych do spraw Osiedli Ludzkich (UN-Habitat) w Nairobi.

## Publikacje
- Lubin miasto na miedzi. Zmiany charakteru miasta po 1945 (2000)
- Prawno-organizacyjne problemy zarządzania Lubinem w ramach LGOM (2001)
- Wielka miedź i cywilizacja przemysłowa (2001)
- Superfunkcja Legnicko-Głogowskiego Okręgu Miedziowego (2002)
- Starych Ojców Naszych Szlakiem (2009)[12][13]
- Grecka gospodarka w 2015 roku[14]

## Odznaczenia i wyróżnienia
- 2022: Odznaka honorowa „Zasłużony dla Górnictwa RP” za kierowanie strajkiem po wprowadzeniu stanu wojennego w Zakładach Górniczych Rudna i utrzymania gotowości produkcyjnej kopali, pomimo zagrożenia aresztowaniem[15]
- 2022: Medal „Pro Bono Poloniae” za kultywowanie oraz popularyzację poza granicami Kraju wiedzy o tradycjach niepodległościowych[16]
- 2022: Krzyż Służby Niepodległości nadany przez Formację Niepodległościową za ofiarę i poświęcenie w walce o niepodległość
- 2021: Medal Stulecia Odzyskanej Niepodległości za szczególne zasługi w służbie Państwu i społeczeństwu[17]
- 2021: Medal „Pro Patria” za szczególne zasługi w kultywowaniu pamięci o walce o niepodległość Rzeczypospolitej Polskiej[18]
- 2020: Srebrna Odznaka „Zasłużony dla Krajowej Administracji Skarbowej” za szczególne zasługi w ochronie interesów Skarbu Państwa oraz zwiększanie bezpieczeństwa finansowego Rzeczypospolitej Polskiej za granicą.
- 2017: Krzyż Solidarności Walczącej za działalność w konspiracyjnych strukturach Organizacji Solidarność Walcząca[19]
- 2016: Odznaka honorowa „Działacza opozycji antykomunistycznej lub osoby represjonowanej z powodów politycznych” za zasługi dla niepodległości Polski 1956–1989[20]
- 2016: Krzyż Wolności i Solidarności „za zasługi w działalności na rzecz niepodległości i suwerenności Polski”[21]
- 2009: Srebrny Medal „Za zasługi dla obronności kraju” za wspieranie organizacji społecznych znacznie przyczyniających się do rozwoju i umocnienia systemu obronnego kraju[22]
- 2009: Odznaka Pamiątkowa 6 Ośrodka Przechowywania Sprzętu – Jednostka Wojskowa nr 3284 w Głogowie
- 2008: Krzyż Kawalerski Orderu Odrodzenia Polski „za wybitne zasługi w działalności na rzecz przemian demokratycznych w Polsce”[23]
- 1998: Srebrny Krzyż Zasługi za wzorowe, wyjątkowo sumienne wykonywanie obowiązków wynikające z pracy zawodowej oraz zasługi w działalności społecznej[24]
- 1987: Brązowa Odznaka Skoczka Spadochronowego z wieńcem FAI

### Wyróżnienia
- 2020: Orzeł Gospodarczy Polonii Świata. Kategoria: Osobowość. Nagroda przyznana przez Forum Gospodarcze Polonii Świata za szczególne zasługi w aktywizacji gospodarczej Polonii[25]
- 2022: Medal 40-lecia Solidarności Walczącej[26]

## Życie prywatne
Jest synem Henryka i Celiny z Niewiarowskich. Wywodzi się z nowogródzkiego, ziemiańskiego rodu Gojdziów. Dziadek Konstanty Gojdź – ułan 25 pułk ułanów, Nowogródzkiej Brygady Kawalerii. Dziadek ze strony matki Wincenty Niewiarowski – ułan Legionów Polskich na Wschodzie w I wojnie światowej.